# Vlagyimir Viktorovics Kiszeljov
Vlagyimir Viktorovics Kiszeljov, oroszul: Владимир Викторович Киселёв, ukránul: Володимир Вікторович Кисельов (Miszki, 1957. január 1. – Kremencsuk, 2021. január 7.) olimpiai bajnok szovjet-ukrán atléta, súlylökő.

## Pályafutása
1975-ben junior Európa-bajnoki címet nyert súlylökésben. Az 1979-es bécsi fedett pályás Európa-bajnokságon bronzérmet szerzett. Ugyanebben az évben a szovjet bajnokságon második helyezést ért el. Az 1980-as moszkvai olimpián nem számított esélyesnek, így meglepő aranyérmet szerzett és érte el pályafutása legjobb eredményét. Az olimpia után kézsérülése miatt kihagyott egy idényt, majd 1982-ben megszerezte első szovjet bajnoki címét. 1984-ben nyerte második bajnoki címét, de a szovjet bojkott miatt nem tudta megvédeni olimpiai címét. Az olimpia helyett rendezett Barátság Játékokon harmadik lett egyéni legjobb eredményével 21,58 m-rel. 1985-ben vonult vissza, majd Kremencsukban dolgozott atlétikai edzőként. 2002-ben a Dnyipropetrovszki Közgazdaságtudományi és Jogi Egyetem kremencsuki intézetének a testnevelési tanszékének a vezetője lett.

## Sikerei, díjai
- Olimpiai játékok
  - aranyérmes: 1980, Moszkva
- Fedett pályás Európa-bajnokság
  - bronzérmes: 1979, Bécs
- Szovjet bajnokság
  - bajnok: 1982, 1984
  - 2.: 1979